# Абивард
Абивард е исторически град в Хорасан, разположен на днешната територия на Туркменистан.
Основан от партите през III век пр.н.е., той достига най-голям разцвет от времето на Сасанидите, когато е важен център на несторианството, до монголските нашествия през XIII век. Окол 1730 година градът е окончателно унищожен от Надир шах.